# Ernst von Nasse
Karl Ernst von Nasse (geboren am 4. Januar 1875 in Diez; gestorben am 7. Januar 1931 in Düsseldorf) war ein preußischer Landrat.

## Leben
Ernst von Nasse wurde als Sohn des späteren Oberpräsidenten der Rheinprovinz, Berthold von Nasse und dessen Ehefrau Henriette Sara Helene von Nasse geborene Weber in Diez an der Lahn geboren, wo sein Vater seit 1867 Landrat des Unterlahnkreises war. Nach dem Besuch des Gymnasiums in Koblenz, von dem er mit Ablegung der Reifeprüfung am 6. März 1895 abging, studierte von Nasse in Freiburg, Berlin und Bonn bis 1898 Rechts- und Staatswissenschaften. Mit Ablegung der ersten juristischen Prüfung am 15. Dezember 1898 zum Gerichtsreferendar ernannt, wurde von Nasse am 20. Mai 1899 in Erlangen mit der Schrift Die Bedeutung der Eviktion einer verkauften und übergebenen Sache nach gemeinem Recht und nach dem BGB zum Dr. jur. promoviert. Nach der zweiten juristischen Prüfung, unter Ernennung zum Regierungsassessor im Dezember 1903, wechselte von Nasse in die preußische Verwaltung des Innern. Als Hilfsarbeiter trat er in den Dienst des Landratsamts Sorau und wechselte von dort 1905 in gleicher Stellung zum Landratsamt Koblenz.
In der Nachfolge des nach Berlin berufenen Landrats des Kreises Bernkastel, Adolf Freiherr von Hammerstein-Loxten erhielt von Nasse dann am 19. November 1910 zunächst kommissarisch die Ernennung zum dortigen Landrat, seine definitive Ernennung folgte am 16. Mai 1911. Während der Rheinlandbesetzung nach dem Ersten Weltkrieg am 17. Februar 1923 durch die französischen Besatzungsbehörden aus der Rheinprovinz ausgewiesen, ohne das ihm eine Rückkehr gestattet war, wurde von Nasse von Februar bis Juni 1924 vertretungsweise mit der Verwaltung des Landratsamtes in Rotenburg an der Fulda betraut. Nachfolgend übernahm er im Juli 1924 und zunächst ebenfalls kommissarisch die Stellung des Landrats des Landkreises Hagen, im Dezember desselben Jahres erhielt er dort seine definitive Ernennung zum Landrat. Da der Landkreis Hagen als Folge des Gesetzes über die kommunale Neugliederung des rheinisch-westfälischen Industriegebiets zum 1. August 1929 aufgelöst wurde, erfolgte zum 31. Juli 1929 von Nasses Versetzung in den einstweiligen Ruhestand. Ernst von Nasse war Mitglied der DVP.
Als Beamter im Wartestand und Vorsitzender des Gewerbesteuerberufungsausschusses 1931 noch in Hagen wohnhaft, starb er in Düsseldorf, seine Beisetzung erfolgte in Bonn.

## Familie
Ernst von Nasse heiratete am 8. Oktober 1912 in Koblenz Maria Magdalena Luise Margot Kosch (geboren am 2. Oktober 1890 in Königsberg (Preußen)) eine Tochter des Generalleutnants z.D. Hermann Kosch und dessen Ehefrau Magdalena Kosch geborene Reichel. Sein älterer Bruder Erwin von Nasse war ebenfalls Landrat in der Rheinprovinz.